# Gilvano Diniz
Gilvano Diniz da Silva (Rio de Janeiro, 27 de março de 1984) é um futebolista paralímpico brasileiro, que se posiciona como goleiro.
Atualmente atua na seleção brasileira de futebol de 7, exclusiva a deficientes intelectuais, na qual representou seu país nos Jogos Olímpicos de Verão de 2016, no Rio de Janeiro.